# Václav Nejtek

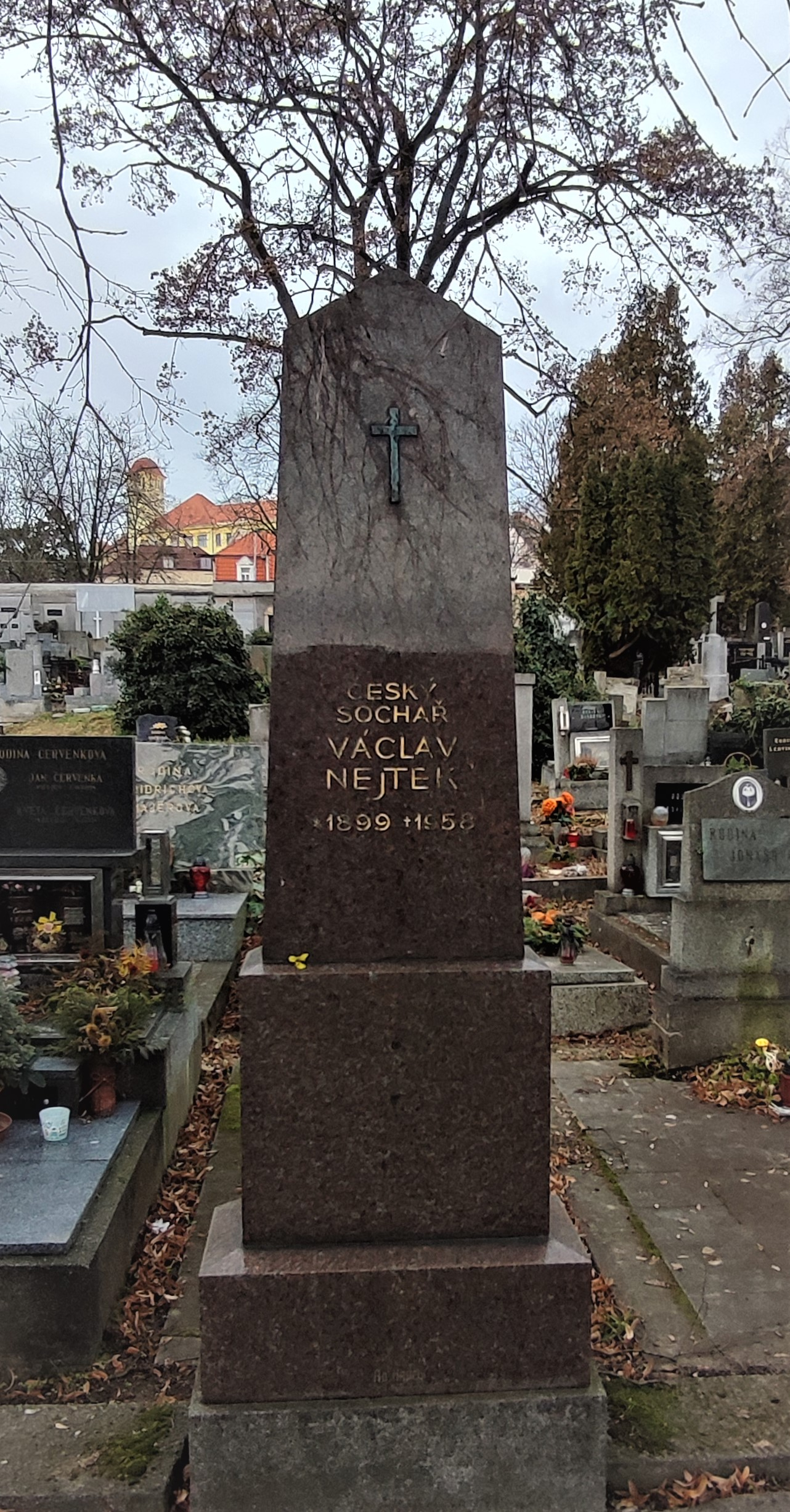
Náhrobek Václava Nejtka

Václav Nejtek (23. září 1899, Moskva – 26. srpna 1958, Praha) byl český sochař.

## Život
Václav Nejtek se narodil českým rodičům Eduardu Nejtkovi a jeho manželce Hubertě, rozené Hrabětové v Moskvě. Bratr Huberty Nejtkové Antonín Hrabě (1876–1940) zde byl rámařem a pozlacovačem (též uváděn jako „majitel závodu pro chrámovou výzdobu“); okolo Antonína Hraběte se soustřeďoval společenský život Čechů žijících před rokem 1917 v Rusku. Základní školní docházku absolvoval Václav Nejtek v Čechách, po jejím dokončení se vrátil ke strýci do Moskvy a vyučil se u něj řezbářem a pozlacovačem.
Po vyučení v Moskvě Václav Nejtek nastoupil do sochařského oddělení Uměleckoprůmyslové školy v Praze, kde byl žákem Josefa Mařatky a Bohumila Kafky, za úspěšné práce získal stipendium a na studijních cestách navštívil Itálii a Francii. Na Akademii výtvarných umění nastoupil do sochařského ateliéru k Janu Štursovi a po jeho smrti absolvoval u profesora Bohumila Kafky v roce 1928.
Byl členem Jednoty umělců výtvarných a jejích výstav se zúčastňoval pravidelně od roku 1934.
Zemřel v Praze, pochován je na městském hřbitově ve Slaném.

### Rodinný život
Václav Nejtek byl ženat, s manželkou Milenou žil ve Slaném a (od nezjištěného roku) v Praze, v Bučkově ulici (dle adresáře 1937–38, dnes Rooseveltova). Měl dceru Milenu, provdanou Kalistovou.

## Dílo (výběr)
- Běžec na startu, bronz, 1921; miniatura[9]
- Tanečnice, bronz, 1925; miniatura, oceněna na výstavě dekorativního umění v Paříži
- Pomník Bedřicha Smetany ve Slaném, bílý karrarský mramor, 1927 (signatura a letopočet jsou na soklu); odhalen 23. 9. 1928 [10]
- Sochařská výzdoba budovy Městské spořitelny (nyní Česká spořitelna) ve Slaném architekta Jana Rejchla; dokončena roku 1931. Vně na nároží: sousoší ženy a chlapce s pokladničkou znázorňující spořivost; další sochy uvnitř budovy.[11]
- Mytické Objevení slaného pramene ve Slaném, v budově Městského úřadu ve Slaném[12]
- Návrh na československou jubilejní stříbrnou dvacetikorunu, 1938; obdržel cenu, ale nebyl realizován, porota jej navrhla k zakoupení[13][5]
- Socha sv. Vojtěcha, dřevořezba, v nice kostela františkánů Nejsv. Trojice, Slaný
- Vinařský a rybářský sloup v Ovčárech; 1943: kopie sloupu pro město Slaný[14]
- Poprsí  Antonína Dvořáka před hudební školou; slavnostně odhaleno 7. 9. 1941 v rámci dvořákovských slavností, poslední veřejné protektorátní akce s vlasteneckým zaměřením[15]
- Náhrobní plastiky na městském hřbitově ve Slaném[16] a na Vinohradském hřbitově
- Pamětní deska s reliéfní bustou malíře Josefa Navrátila na jeho rodném domě ve Vinařického ulici ve Slaném

## Výstavy (výběr)
- 1928 – Výstava dekorativních umění v Paříži; výstava soudobého umění v Brně[5]
- 1945–1949 – Kolektivní výstavy Jednoty umělců výtvarných a Umělecké besedy[5]
- 1968 – Vlastivědné muzeum Slaný[17]
- 1999 – Ke stému výročí narození uspořádalo Vlastivědné muzeum Slaný výstavu Václav Nejtek a Slaný

## Galerie

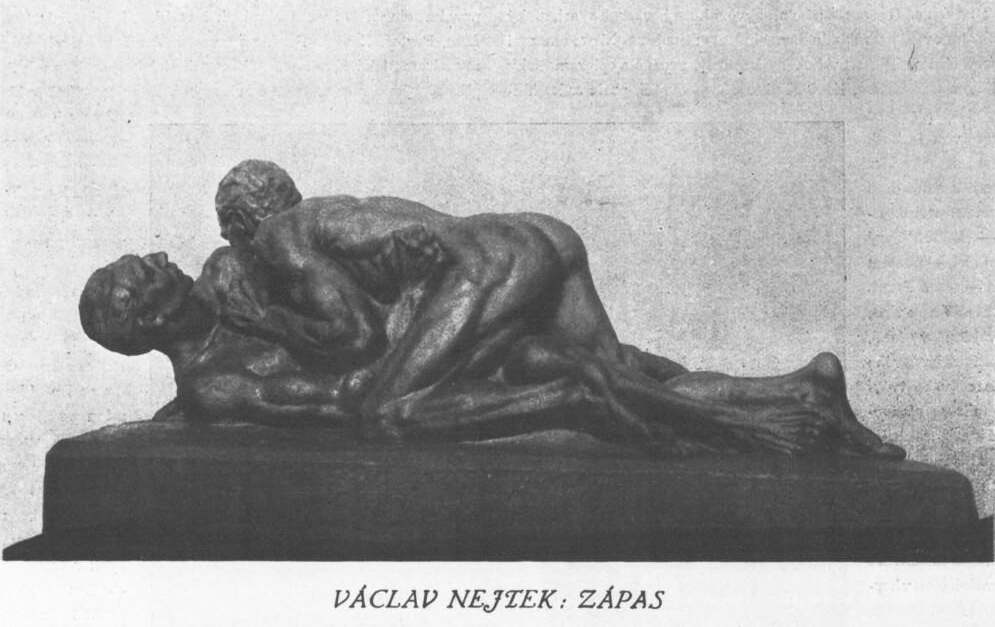
Zápas, repro: Zlatá Praha 1923
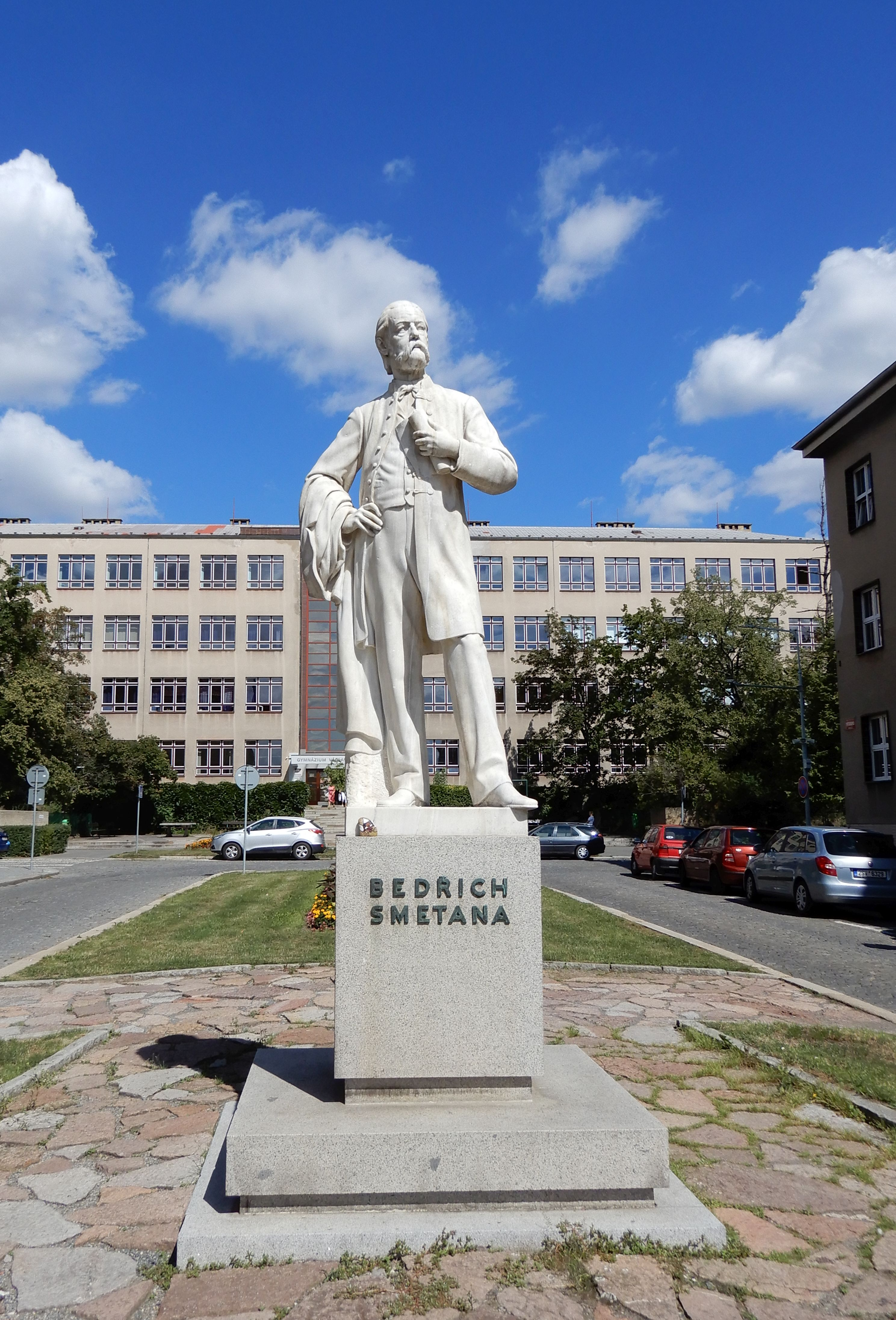
Pomník Bedřicha Smetany, Slaný, 1927
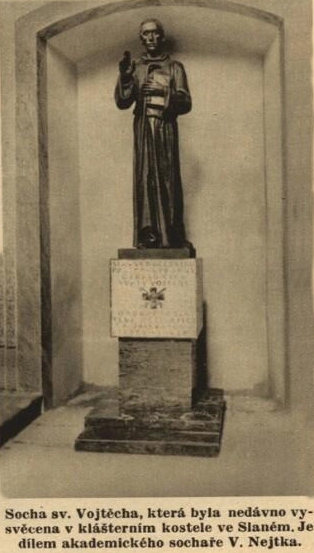
Svatý Vojtěch (Pestrý týden 1938)
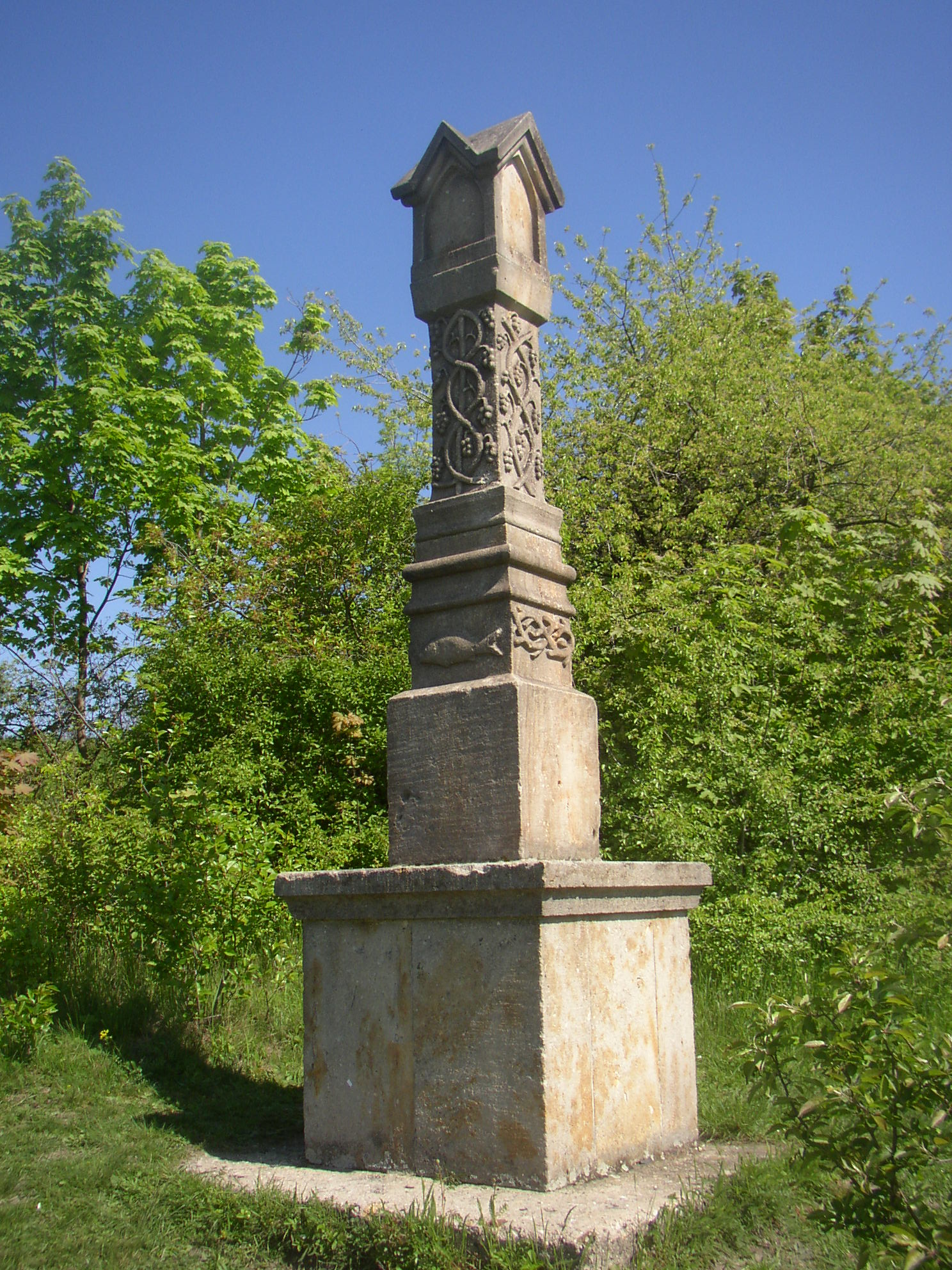
Kopie vinařského sloupu (1943)
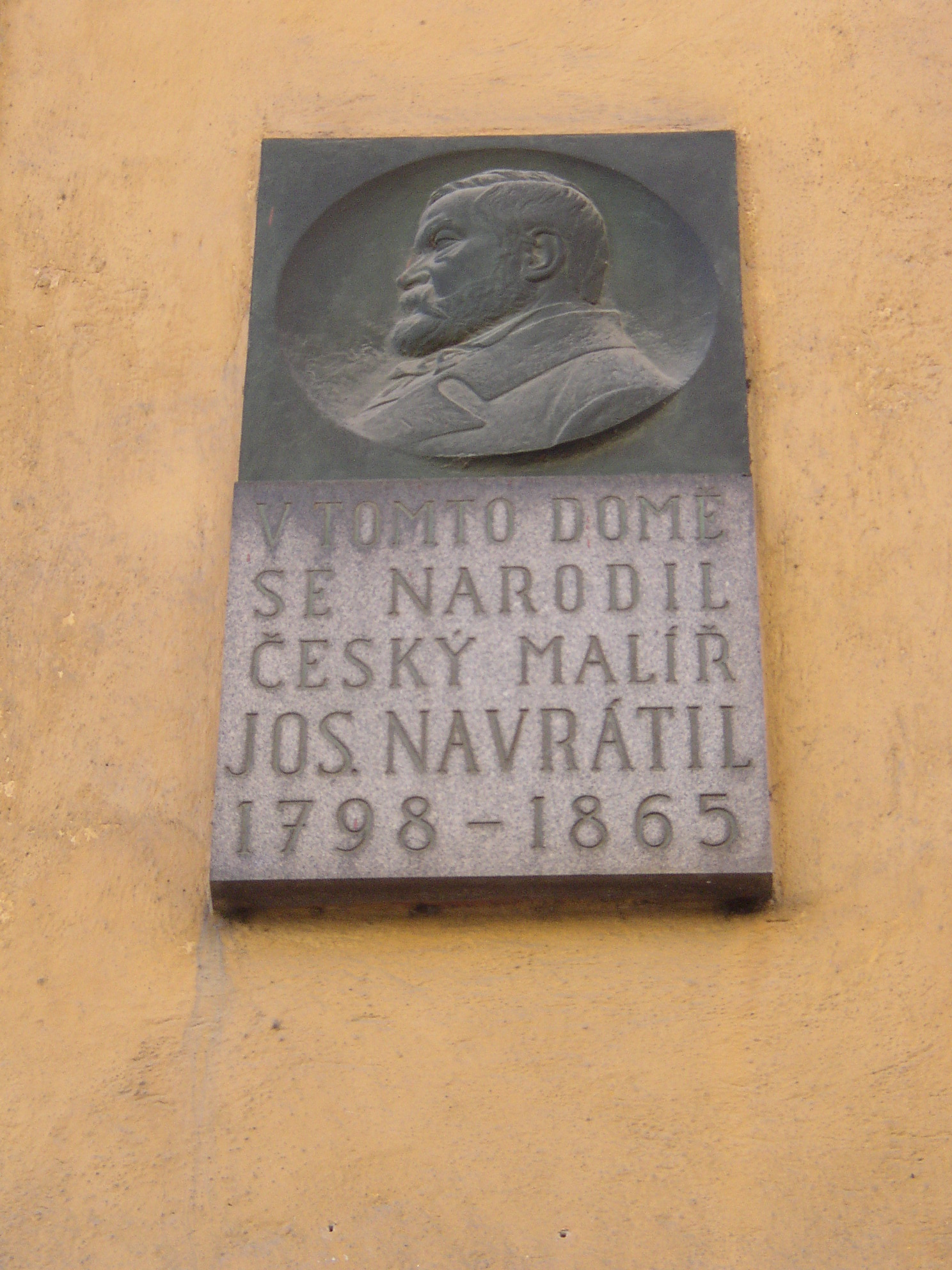
Pamětní deska Josefa Navrátila, Slaný